# 東村 (福島県)
東村（ひがしむら）は、福島県にあった村である。
2005年11月7日に、白河市、表郷村、大信村と合併し新しい白河市となり廃止した。

## 地理
- 河川: 阿武隈川、矢武川

### 隣接していた自治体
- 白河市
- 西白河郡泉崎村
- 西白河郡中島村
- 西白河郡表郷村
- 東白川郡棚倉町
- 石川郡浅川町
- 石川郡石川町

## 歴史

### 年表
- 1955年（昭和30年）
  - 3月1日 - 小野田村・釜子村が合併して東村が発足。
  - 8月20日 - 小貫・太田輪が石川郡浅川町に編入される。
- 2005年（平成17年）11月7日 - （旧）白河市・表郷村・大信村と合併し白河市が発足。同日東村廃止。

### 行政区域変遷
- 変遷の年表

| 東村村域の変遷（年表） | 東村村域の変遷（年表） | 東村村域の変遷（年表） |
| 年                     | 月日                   | 旧東村村域に関連する行政区域変遷 |
| ---------------------- | ---------------------- | --- |
| 1889年（明治22年）     | 4月1日                 | 町村制施行により、以下の村が発足。 - 小野田村 ← 釜子村・千田村・形見村・栃本村・深仁井田村 - 釜子村 ← 釜子村・千田村・形見村・栃本村・深仁井田村 - 五箇村 ← 双石村・借宿村・田島村・舟田村・板橋村・蕪内村 |
| 1907年（明治40年）     | 4月1日                 | 五箇村の一部（蕪内）は釜子村に編入。 |
| 1955年（昭和30年）     | 3月1日                 | 小野田村・釜子村が合併して東村が発足。 |
| 1955年（昭和30年）     | 8月20日                | 小貫・太田輪が石川郡浅川町に編入。 |
| 2005年（平成17年）     | 11月7日                | （旧）白河市・表郷村・大信村と合併し白河市が発足。同日東村廃止。 |

- 変遷表

| 東村村域の変遷表 | 東村村域の変遷表 | 東村村域の変遷表    | 東村村域の変遷表 | 東村村域の変遷表            | 東村村域の変遷表             | 東村村域の変遷表       | 東村村域の変遷表 |
| 1868年 以前      | 1868年 以前      | 明治元年 - 明治22年 | 明治22年 4月1日  | 明治22年 - 昭和19年         | 昭和20年 - 昭和64年          | 平成元年 - 現在        | 現在             |
| ---------------- | ---------------- | ------------------- | ---------------- | --------------------------- | ---------------------------- | ---------------------- | ---------------- |
|                  | 釜子村           | 明治10年 釜子村     | 釜子村           | 釜子村                      | 昭和30年3月1日 東村          | 平成17年11月7日 白河市 | 白河市           |
|                  | 若栗新田村       | 明治10年 釜子村     | 釜子村           | 釜子村                      | 昭和30年3月1日 東村          | 平成17年11月7日 白河市 | 白河市           |
|                  | 嘉左衛門新田村   | 明治10年 釜子村     | 釜子村           | 釜子村                      | 昭和30年3月1日 東村          | 平成17年11月7日 白河市 | 白河市           |
|                  | 千田村           |                     | 釜子村           | 釜子村                      | 昭和30年3月1日 東村          | 平成17年11月7日 白河市 | 白河市           |
|                  | 形見村           |                     | 釜子村           | 釜子村                      | 昭和30年3月1日 東村          | 平成17年11月7日 白河市 | 白河市           |
|                  | 栃本村           |                     | 釜子村           | 釜子村                      | 昭和30年3月1日 東村          | 平成17年11月7日 白河市 | 白河市           |
|                  | 深仁井田村       |                     | 釜子村           | 釜子村                      | 昭和30年3月1日 東村          | 平成17年11月7日 白河市 | 白河市           |
|                  | 蕪内村           | 蕪内村              | 五箇村 の一部    | 明治40年4月1日 釜子村に編入 | 昭和30年3月1日 東村          | 平成17年11月7日 白河市 | 白河市           |
|                  | 下野出島村       | 下野出島村          | 小野田村         | 小野田村                    | 昭和30年3月1日 東村          | 平成17年11月7日 白河市 | 白河市           |
|                  | 上野出島村       | 明治9年 上野出島村  | 小野田村         | 小野田村                    | 昭和30年3月1日 東村          | 平成17年11月7日 白河市 | 白河市           |
|                  | 大竹村           | 明治9年 上野出島村  | 小野田村         | 小野田村                    | 昭和30年3月1日 東村          | 平成17年11月7日 白河市 | 白河市           |
|                  | 小貫村           | 小貫村              | 小野田村         | 小野田村                    | 昭和30年8月20日 浅川町に編入 | 浅川町                 | 浅川町           |
|                  | 太田輪村         |                     | 小野田村         | 小野田村                    | 昭和30年8月20日 浅川町に編入 | 浅川町                 | 浅川町           |

## 教育
- 小学校
  - 東村立釜子小学校
  - 東村立小野田小学校
- 中学校
  - 東村立東中学校

## 交通（廃止直前）
村内に鉄道は存在せず、国道も通過していなかった。
新白河駅・白河駅は車で30分程度であり、福島交通が新白河駅から磐城石川駅を結んでいる。

### 道路
- 主要地方道
  - 福島県道11号白河石川線
  - 福島県道44号棚倉矢吹線
  - 福島県道75号塙泉崎線
- 一般県道
  - 福島県道278号釜子金山線

### 路線バス
- 福島交通

## その他
- 富士通所属のマラソン選手、藤田敦史の出身地。
- 旧村域の中央部にきつねうち温泉がある。